# BOC Hong Kong
BOC Hong Kong (Holdings) Limited (HKSE : 2388,OTCBB : BHKLY) est la société mère et introduite en bourse de Bank of China (Hong Kong). Elle fut cotée à la Bourse de Hong Kong en 2002. Elle fait actuellement partie du Hang Seng Index.